# Шептицкий, Иосиф Ромуальдович
Иосиф Ромуальдович Шептицкий (27 мая 1871, Киев — 1941, Шуя) — русский подполковник.

## Биография
Родом из дворян Киевской губернии, православный. Отец — Ромуальд Иванович — работал литографом в литотипографии Киева.
Окончил Владикавказскую военную прогимназию, переведён во Владикавказские военно-межевые классы и «вступил в службу рядовым на правах вольноопределяющегося в Херсонский 130-й пехотный полк на собственное содержание».
16 августа 1889 года поступил в Тифлисское пехотное училище. 12 сентября 1890 года произведён в унтер-офицеры. Окончил училище и был произведён в подпрапорщики 31 августа 1891 года.
17 июня 1911 года произведён в капитаны. За 20 лет службы командовал охотничьей командой (разведкой), ротой, был батальонным адъютантом, командиром обоза, бригадного лазарета, заведовал оружием, учебной командой (подразделением по подготовке младших командиров).
22 января 1910 года приказом по войскам гвардии Петербургского военного округа назначен начальником гарнизона г. Лахти.
В 1900—1901 участвовал в походе в Китай. За отличную стрельбу в цель был награждён императорским призом и неоднократно — полковыми.
1 августа 1914 года Германия объявила России войну. В составе действующих войск Шептицкий, как записано в послужном списке, «перешёл границу Российской империи и вступил в пределы Германии 21 августа 1914 года».

Выделяется своим редким мужеством и спокойствием. Самообладание этого достойного офицера так велико при самых тяжёлых условиях боевой обстановки, что может служить образцом. В течение трёх с лишним месяцев командования батальоном капитан Шептицкий проявил полную подготовленность к должности батальонного командира… Исправный и пунктуальный капитан Шептицкий является типом того офицера, на которого с полным спокойствием можно возложить самые трудные и ответственные боевые задачи.— Из боевой аттестации за 1914 год.
13 апреля 1915 года произведён в подполковники.
14 апреля 1915 года Георгиевской Думой был представлен к награждению Георгиевским оружием, которое было пожаловано Высочайшим приказом от 14 июня 1915 года за то, что в боях у селения Козювки (в Карпатах) в марте 1915 года, «…обороняя важную часть позиции на одной из высот, в течение 10 дней в исключительно опасной обстановке отбил все повторные атаки превосходящих сил противника и удержался на позиции до подхода свежих частей, причем был ранен и остался в строю».

В течение всего этого времени велась ружейная перестрелка, временами рвались шрапнели и ручные бомбы. Около 5 часов вечера против левого фланга роты замечено было наступление неприятельской роты, подползавшей густыми цепями… Наступление это было отбито ручными бомбами… За время на участке убито 3, ранено 14 и один контужен.— Копия донесения командиру 4-го Финляндского полка о первых сутках тех боев в Карпатах, сохранившаяся в полевой книжке капитана Шептицкого.

Полковник Шептицкий… отличный строевой и боевой офицер …Вследствие полученных ранений, контузий и переутомлений с трудом переносит тяготы походной жизни… До полного восстановления здоровья нести службу в условиях боевой обстановки не может".— Из боевой аттестации, составленной 7 октября 1916 года командиром 4-го Финляндского стрелкового полка полковником О. В. Меньшовым.
В конце 1917 года Шептицкие приехали в Шую, где Иосиф Ромуальдович состоял на воинском учёте до 1921 года.
18 ноября 1930 года постановлением тройки ОГПУ по Ивановской области И. Р. Шептицкий по обвинению в контрреволюционной деятельности был осужден на 10 лет лагерей. Отбыв в лагерях весь срок, в 1941 году вернулся в Шую, будучи уже в преклонном возрасте и тяжело больным. Вскоре скончался.
16 января 1989 года вышел Указ Президиума Верховного Совета СССР о реабилитации Иосифа Ромуальдовича Шептицкого.

## Семья
В 1915 году женился на Нине Николаевне, дочери сослуживца, штабс-капитана Н. Д. Зимнинского.
Сын — Михаил (род. в ноябре 1916). Был отчислен из индустриального техникума в связи с осуждением отца. Работал на объединённой фабрике (ныне «Шуйские ситцы») помощником мастера. В 1940 году был призван в РККА. Прошёл всю Отечественную войну, награждён орденами и медалями.

## Награды
- Георгиевское оружие
- Орден Святого Владимира 4 степени с мечами и бантом
- Орден Святой Анны 2, 3 и 4 степеней с надписью «За храбрость»
- Орден Святого Станислава 2 и 3 степени с мечами и бантом
- Серебряная медаль на Владимиро-Андреевской ленте в память похода в Китай в 1900—1901 гг.
- Светло-бронзовая медаль в память 300-летия Дома Романовых.